# 湯沢英彦
湯沢 英彦（ゆざわ ひでひこ、1956年9月14日 - ）は、フランス文学者、明治学院大学文学部教授、同学副学長。
東京都生まれ。東京大学文学部仏文学科卒業、同大学大学院人文科学研究科博士課程中退。1985-1989年パリ第4大学博士課程在籍、文学博士号取得。1993年明治学院大学文学部フランス文学科助教授、教授。専攻・20世紀フランス文学文化。2004年『クリスチャン・ボルタンスキー』で吉田秀和賞受賞。

## 著書
- プルースト的冒険 偶然・反復・倒錯 水声社 2001.3
- クリスチャン・ボルタンスキー 死者のモニュメント 水声社 2004.7

## 翻訳
- 事典プルースト博物館 フィリップ・ミシェル＝チリエ 保苅瑞穂監修 中野知律,横山裕人共訳 筑摩書房 2002.8

## 参考
- http://www.meijigakuin.ac.jp/french/teachers/yuzawa/